# Berželė
Berželė es una pequeña localidad en Lituania, la parte centro-norteña de municipio de Kėdainiai, 3 km al sur de villa Surviliškis. Es ubicada no muy lejos desde río Nevėžis, en las orillas de su afluente arroyo Kruostas. Hay el bosque de Kalnaberžė 2 km a oeste de Berželė. Localidad es accesible por una ruta «Kėdainiai-Krekenava-Panevėžys», también hay una ruta local a Dotnuva.
El topónimo «Berželė» construida de palabra «beržas» que en lituano significa abedul. Parece, que este nombre dado porque en las cercanías hay muchos abedules. Una vez, aquí se crecido un gran bosque de abedules por esto muchas localidades fueron nominadas con el nombre asociado con abedules, por ejemplo Kalnaberžė, Šlapeberžė, Beržai, Paberžė así mismo y Berželė.